# Мочилки (Ульяновська область)
Мочилки (рос. Мочилки) — селище в Тереньгульському районі Ульяновської області Російської Федерації.
Населення становить 381 особу. Входить до складу муніципального утворення Ясашноташлинське сільське поселення.

## Історія
Від 2004 року входить до складу муніципального утворення Ясашноташлинське сільське поселення.

## Населення
| 2010 |
| ---- |
| 381  |